# Allinge-Gudhjems kommun
Allinge-Gudhjems kommun var en kommun i Bornholms amt, Danmark. Huvudort var Tejn.
Kommunen bildades vid den danska kommunreformen 1970 och bestod av socknarna (sognene):
- Allinge-Sandvigs socken
- Gudhjems socken
- Olskers socken
- Rø socken
- Østerlarskers socken
- Østermarie socken

2003 uppgick kommunen i Bornholms regionkommun.

## Borgmästare
- Emil Hansen, Venstre, 1 april 1970–31 december 1981[2]
- Erling Marcher, Socialdemokratiet, 1 januari 1982–31 december 1985[2]
- Harald Kjøller, Venstre, 1 januari 1986–31 december 2002[3][2]

Denna lista hämtas från Wikidata. Informationen kan ändras där.